# Mamoré (Bolívia)
Mamoré é uma província da Bolívia localizada no departamento de El Beni, sua capital é a cidade de San Joaquin.